# J. P. Kepka
J. P. Kepka (n. 6 martie 1984, Saint Louis, Missouri, SUA) este un sportiv ce a reprezentat Statele Unite ale Americii, medaliat olimpic. A participat la o ediție a Jocurilor Olimpice (2006) în care a câștigat o medalie de bronz.

## Participări
Lista de mai jos prezintă principalele competiții la care a participat J. P. Kepka de-a lungul carierei.
- short track speed skating at the 2006 Winter Olympics – men's 5000 metre relay[*]